# Heliophila obibensis
Heliophila obibensis är en korsblommig växtart som beskrevs av Wessel Marais. Heliophila obibensis ingår i släktet solvänner, och familjen korsblommiga växter. Inga underarter finns listade i Catalogue of Life.